# Singa theodori
Singa theodori là một loài nhện trong họ Araneidae.
Loài này thuộc chi Singa. Singa theodori được Tord Tamerlan Teodor Thorell miêu tả năm 1894.